# Luftangriff auf Bari

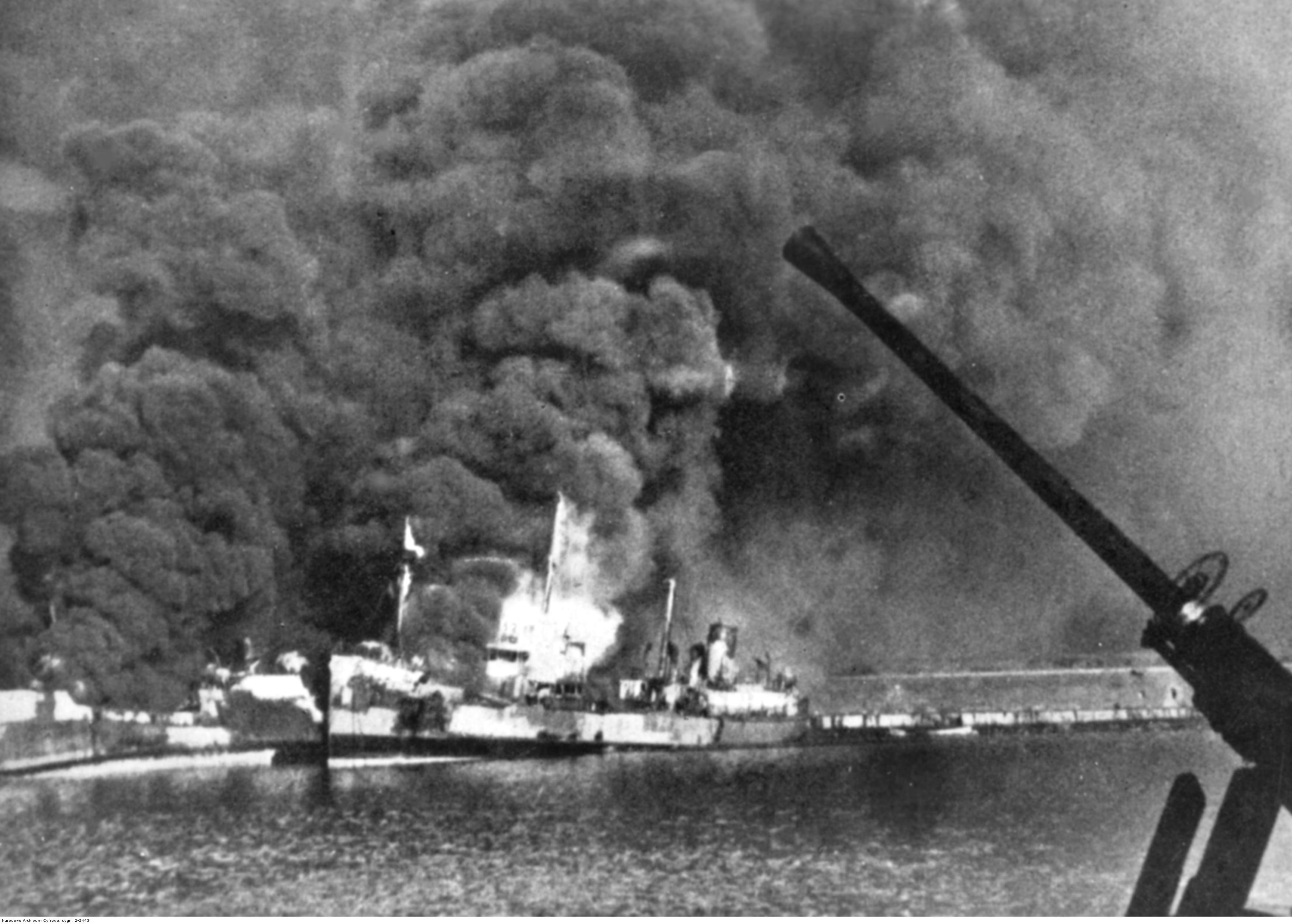
Hafen nach dem Angriff

Der Luftangriff auf Bari fand während des Zweiten Weltkriegs am 2. Dezember 1943 in den Abendstunden statt, als 105 Kampfflugzeuge vom Typ Junkers Ju 88 der deutschen Luftflotte 2 den Hafen von Bari bombardierte. Dabei wurden 28 Schiffe mit zusammen 71.566 BRT und 38.000 t Ladung vernichtet. Aufgrund des Luftangriffs explodierte der US-Frachter SS John Harvey (10.817 BRT, Liberty-Klasse), der mit einer Fracht von 2000 Bomben des Typs AN-M47 beladen war, die mit insgesamt 540 Tonnen Senfgas befüllt waren. Über 1000 Soldaten und Zivilisten kamen unmittelbar oder als Spätfolge dieser Explosion ums Leben. Die Alliierten verheimlichten die Auswirkungen des Senfgases (Hautschäden, Augenschmerzen, geschwollene Geschlechtsteile, extrem niedriger Blutdruck bei stark erhöhter Pulsfrequenz) auf die Betroffenen.
Bei den Bergungsarbeiten 1947 wurde festgestellt, dass nicht nur weitere beim Luftangriff am 2. Dezember 1943 versenkte alliierte Schiffe Senfgasmunition an Bord hatten, sondern dass auch noch verschiedene andere Giftgasmunition nach Bari transportiert worden war, die nach dem Luftangriff auf dem Meeresgrund landete. Nachgewiesen wurden die chemischen Kampfstoffe Chlorsulfonsäure für die Herstellung von Nebelsäure, Chlorpikrin bekannt als Grünkreuz sowie der Blutkampfstoff Chlorcyan. Anhand der wöchentlich abgefassten Bergungsberichte war es später möglich, sich ein Bild über den Umfang der sich über mehrere Jahre hinziehende Kampfmittelbeseitigung zu machen. Insgesamt wurden aus dem Hafenbecken in Bari 15.551 mit Senfgas gefüllte Fliegerbomben sowie 2551 Kisten mit Senfgas gefüllter Munition geborgen.
Die geborgenen chemischen Kampfmittel wurden anschließend auf Flößen vor der Küste von Bari versenkt. In der Folge kam es immer wieder zu Unfällen, bei denen Fischer Senfgasvergiftungen erlitten. Bis zu Ende der 1990er Jahre konnten anhand von Krankenakten 238 solcher Fälle rekonstruiert werden. Bereits bei der Kampfmittelräumung im Hafen von Bari wurden durch unsachgemäße oder fehlende Schutzausrüstung mehrere Personen durch ausströmende Kampfstoffe verletzt.
2001 wies die italienische Regierung die ersten fünf Millionen Euro für die Sanierung der Lagerstätten zu. 2008 wurden bei Untersuchungen von in der Adria gefangenen Fischen signifikante Spuren von Arsen und Derivaten von Senfgas nachgewiesen.